# 뉴욕 공립도서관

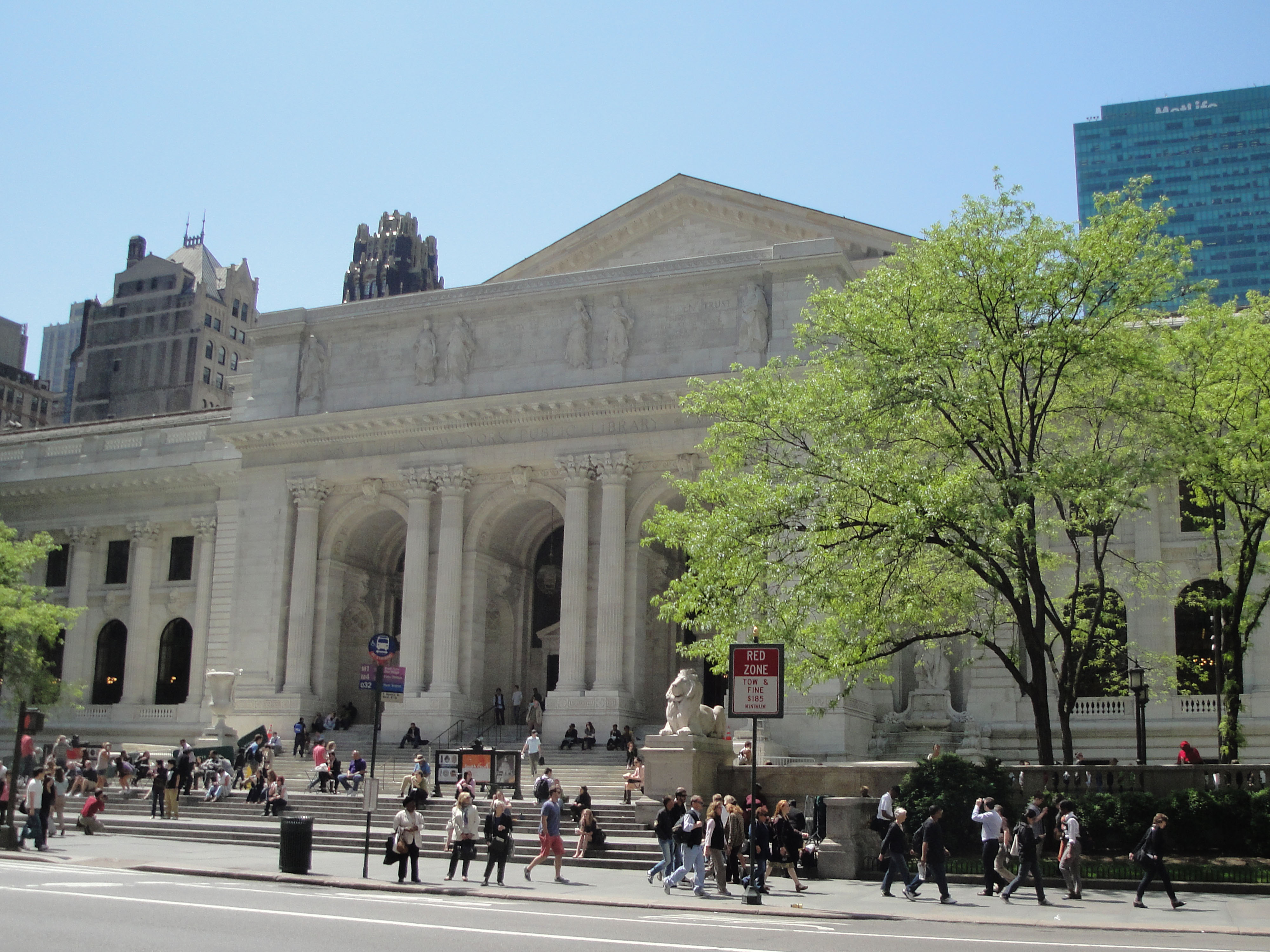
뉴욕 공공도서관

뉴욕 공립도서관(New York Public Library)은 뉴욕 맨해튼에 위치한 도서관이다.
3개의 중앙 도서관과 함께 뉴욕 시내 곳곳에 크고 작은 85개의 지점 도서관이 있으며, 연구 목적으로 공개된 4개의 연구 도서관이 있다. 또한, 인터넷을 적극적으로 활용한 정보 공개나 수많은 교육 프로그램들을 개최하여 뉴욕의 종합적인 교육 및 연구 기관으로 기능한다. 구텐베르크 성경과 카포티의 초고 등 역사적으로 귀중한 장서를 다수 소장하고 있다. 현 도서관장은 앤서니 마크스이다.
명칭에 ‘공립’이라 표현되어 있으나, 설립 주체가 뉴욕시가 아닌 독립 법인이다. 이러한 이유로 재정은 민간 기부로 이루어져 운영되고 있다. 무료 이용을 원칙으로 하고 있으며, 뉴욕시에 거주하고 근무하는 이들을 회원 대상으로 하고 있다.

## 역사
19세기의 뉴욕에는 2개의 도서관이 있었는데, 애스터 도서관과 레녹스 도서관이었다. 1886년 뉴욕 주지사였던 새뮤얼 J. 틸던은 두 도서관을 통합하여 서민을 위한 도서관 설립을 제안하였다. 1911년에 본관이 준공하였고, 이후 앤드루 카네기 등의 인사들이 기부를 하여 뉴욕 각 지역에 도서관 지점을 확장하게 되었다. 1980년에는 대폭적인 확장을 하게 되는데, 현재 본관은 인문 연구 도서관으로 만들고 있다. 정문 앞에 설치된 두 개의 사자상은 모체가 된 두 개의 도서관의 이름을 따 각각 Astor, Lenox의 이름이 있다. 1930년대의 세계 공황 때에는 각각 Patience(인내)와 Fortitude(불굴의 정신)라는 두 별명이 붙기도 하였다. 당시 뉴욕 시민들에게 이 두 가지 자질이 필요했다는 의견에 따라서이다.

## 서비스

### ASK NYPL
ASK NYPL로 알려진 전화 상담 서비스는 전화, 온라인, 그리고 뉴욕 타임스를 통해 매년 10만 건의 질문에 답변한다.

### 웹사이트 및 디지털 소장 자료
도서관 웹사이트는 도서관 카탈로그, 온라인 소장 자료 및 구독 데이터베이스를 제공한다. 또한 도서관의 무료 행사, 전시, 컴퓨터 강좌, ESL(영어 제2언어) 강좌에 대한 정보도 제공한다. LEO(대출 소장 자료 검색)와 CATNYP(연구 소장 자료 검색)라는 두 가지 온라인 카탈로그를 통해 도서관 소장 도서, 저널 및 기타 자료를 검색할 수 있다. LEO 시스템을 통해 카드 소지자는 어느 지점에서든 도서를 신청하고 원하는 지점으로 배송받을 수 있다.
NYPL은 카드 소지자에게 집에서 구독 데이터베이스를 통해 수천 권의 최신 및 역사적 잡지, 신문, 저널, 참고 서적을 무료로 이용할 수 있도록 제공한다. 주요 잡지 전문을 수록한 EBSCOhost, 뉴욕 타임스(1995년~현재) 전문, 협회 백과사전과 정기 간행물 색인을 포함하는 게일스 레디 레퍼런스 셸프, 인쇄본 도서, 울리히스 정기 간행물 디렉토리 등이 포함된다. 뉴욕 공공 도서관은 또한 미국 노동통계국의 직업 전망 편람(Occupational Outlook Handbook)과 CIA의 세계 정보 자료(World Factbook)와 같은 외부 자료와도 연결된다. 어린이, 청소년, 그리고 모든 연령대의 성인을 위한 데이터베이스가 마련되어 있다.
NYPL 디지털 컬렉션(이전 명칭: 디지털 갤러리)은 도서관 소장품에서 디지털화된 90만 장 이상의 이미지를 보유한 데이터베이스이다. 디지털 컬렉션은 국제 박물관 전문가 패널에 의해 타임지 선정 2005년 가장 멋진 웹사이트 50선과 2006년 최고의 연구 사이트 중 하나로 선정되었다.
사진작가 신원 목록(PIC)은 스티븐 A. 슈워츠먼 빌딩 사진 컬렉션의 실험적인 온라인 서비스이다. 도서관 내에서만 이용할 수 있는 다른 데이터베이스로는 네이처, IEEE 및 와일리 과학 저널, 월스트리트 저널 아카이브, 그리고 팩티바(Factiva)가 있다. 2015년 기준으로 도서관의 디지털 소장 자료는 1페타바이트가 넘는다.
NYPL 카드 소지자는 SimplyE 앱과 웹사이트를 통해 무료 전자책을 다운로드할 수 있다. Books for All 프로그램의 일환으로, 미국 내 다른 지역에서는 금서로 지정된 NYPL 소장 도서 중 제한된 수의 도서를 SimplyE 앱을 통해 미국 내 누구나 이용할 수 있다. 또한, 도서관은 청소년 금서 모임(Teen Banned Book Club)도 운영하고 있다.

#### 하나의 NYPL
2006년, 도서관은 분관 도서관과 연구 도서관을 "하나의 NYPL"(One NYPL)로 통합하는 새로운 전략을 채택했다. 조직 개편을 통해 모든 소장품을 위한 통합 온라인 카탈로그가 구축되었고, 이 카탈로그에 있는 카드는 분관 도서관과 연구 도서관 모두에서 사용할 수 있게 되었다. 2009년 웹사이트와 온라인 카탈로그 전환은 초기에는 다소 어려움이 있었지만, 궁극적으로 카탈로그는 통합되었다.